# Campeonato Sul Americano de Acesso de 1964
O Campeonato Sul Americano de Acesso de 1964 foi a segunda edição do Campeonato Sul Americano de Acesso, um campeonato entre seleções nacionais formadas somente por atletas que não disputavam a 1a divisão nacional. Foi disputado de 18 de janeiro a 01 de fevereiro daquele ano, e teve como sede a cidade de Buenos Aires, na Argentina.
A Seleção do Brasil (que foi carinhosamente apelidada de "Seleacesso") foi representada por jogadores de clubes pequenos do Rio de Janeiro e sagrou-se, pela segunda vez, campeão do torneio, com 3 vitórias e 2 empates (ambos com a Argentina). Disputado em formato todos contra todos uma única vez, Brasil e Argentina jogaram 2 vezes um contra o outro pois terminaram com a mesma pontuação. Assim, uma segunda partida de desempate foi necessária, mas como o empate persistiu, o Brasil foi considerado campeão pelo critério do “gol average”.

## As Partidas do Brasil
- 18/01/1964: Brasil  1 x 0  Peru
- 22/01/1964: Brasil  1 x 0  Paraguai
- 25/01/1964: Brasil  4 x 1  Uruguai
- 29/01/1964: Argentina  1 x 1  Brasil
- 02/02/1964: Argentina  1 x 1  Brasil

## Premiação
| II Campeonato Sul Americano de Acesso de 1964 |
| --------------------------------------------- |
| Brasil Segundo Título                         |